# Yehud
Yehud (in ebraico יְהוּד‎?) è una città israeliana del Distretto Centrale. Appartiene alla municipalità di Yehud-Monosson, istituita nel 2003 con l'unione dei due preesistenti comuni di Yehud e di Neve Monosson.
Di origine antichissima (citata anche nella Bibbia, nel Libro di Giosuè, 19,45), divenne, in seguito alla Diaspora, città araba con il nome di al-Yahudiya (in arabo اليهودية‎?, letteralmente "città degli ebrei"), venendo alfine ribattezzata, dal 1932, Al-'Abbasiyya (in arabo العبْاسِيّة‎?).
Evacuata dalla popolazione araba durante la guerra del 1948, le fu restituito l'antico nome biblico e fu elevata allo status di città nel 1953.